# KAL 리무진
한국공항리무진은 대한항공의 계열의 공항버스 회사로, 본사는 서울특별시 강서구 오정로 576 (공항동)에 위치해 있다.

## 역사 및 특징
1992년 12월 1일 운행 개시 하였다. 또한 KAL 리무진은 과거 부산광역시의 김해국제공항을 거점으로 하는 공항버스 노선을 운영 한 적이 있었으나 이들 노선권을 전부 가야강남고속에 매각하였다.
2001년 3월 28일 주식회사 항공종합서비스가 설립되었으며, 2015년 1월 31일 주식회사 대한항공 리무진사업부를 자산 및 부채 일체를 양수하였다.
2021년 3월 10일 주식회사 항공종합서비스는 리무진사업부문을 주식회사 한국공항리무진으로 양도하였다.

## 운행 노선
- 6701번: 서소문 KAL (시청역) ~ 조선호텔 ~ 롯데호텔 (을지로입구역) ~ 서울프라자호텔 (시청역) ~ 코리아나호텔 (광화문역) ~ 롯데시티호텔 (공덕역) ~ 베스트 웨스턴 프리미어 서울가든호텔 (마포역) ~ 강변북로 ~ 북로 분기점 ~ 인천국제공항고속도로 ~ 인천국제공항
- 6702번: 약수역 ~ 신라호텔 (동대입구역, 동국대학교) ~ 그랜드 앰배서더 서울 호텔 ~ 하얏트호텔 ~ 밀레니엄 서울 힐튼 호텔 ~ 서울역 ~ 라마다호텔&스위트 서울 남대문 호텔 ~ 롯데시티호텔 (공덕역) ~ 베스트 웨스턴 프리미어 서울가든호텔 (마포역) ~ 여의도 버스 환승센터 (여의도역) ~ 강변북로 ~ 북로 분기점 ~ 인천국제공항고속도로 ~ 인천국제공항
- 6703번: 쉐라톤 팔레스호텔 ~ 르메르디앙호텔 → 노보텔 앰배서더 강남호텔 (신논현역) ~ 삼정호텔 ~ 글래드호텔 ~ 라마다호텔 (선정릉역) ~ 코엑스인터컨티넬탈호텔 (봉은사역, 삼성중앙역) ~ 그랜드인터컨티넬탈호텔 (삼성역, 코엑스, 무역센터) ~ 포스코사거리 ~ 역삼 아르누보 호텔＆ 신라스테이 역삼 ~ 임페리얼 팰래스 호텔 (고속터미널역) ~ 올림픽대로 ~ 88 분기점 ~ 인천국제공항고속도로 ~ 인천국제공항
- 6704번: 워커힐호텔 ~ 광나루역 ~ 동서울종합버스터미널 (강변역) ~ 잠실대교 ~ 잠실역 (롯데월드) ~ 올림픽대로 ~ 88 분기점 ~ 인천국제공항고속도로 ~ 인천국제공항
- 6705번: 김포국제공항 ~ 김포공항 나들목 ~ 인천국제공항고속도로 ~ 하얏트 리젠시 인천 호텔 ~ 인천국제공항

## 보유 차량

#### 기아
- 뉴 그랜버드 선샤인
- 뉴 그랜버드 이노베이션 선샤인
- 뉴 그랜버드 이노베이션 실크로드

#### 현대자동차
- 뉴 프리미엄 유니버스 익스프레스 노블

## 갤러리

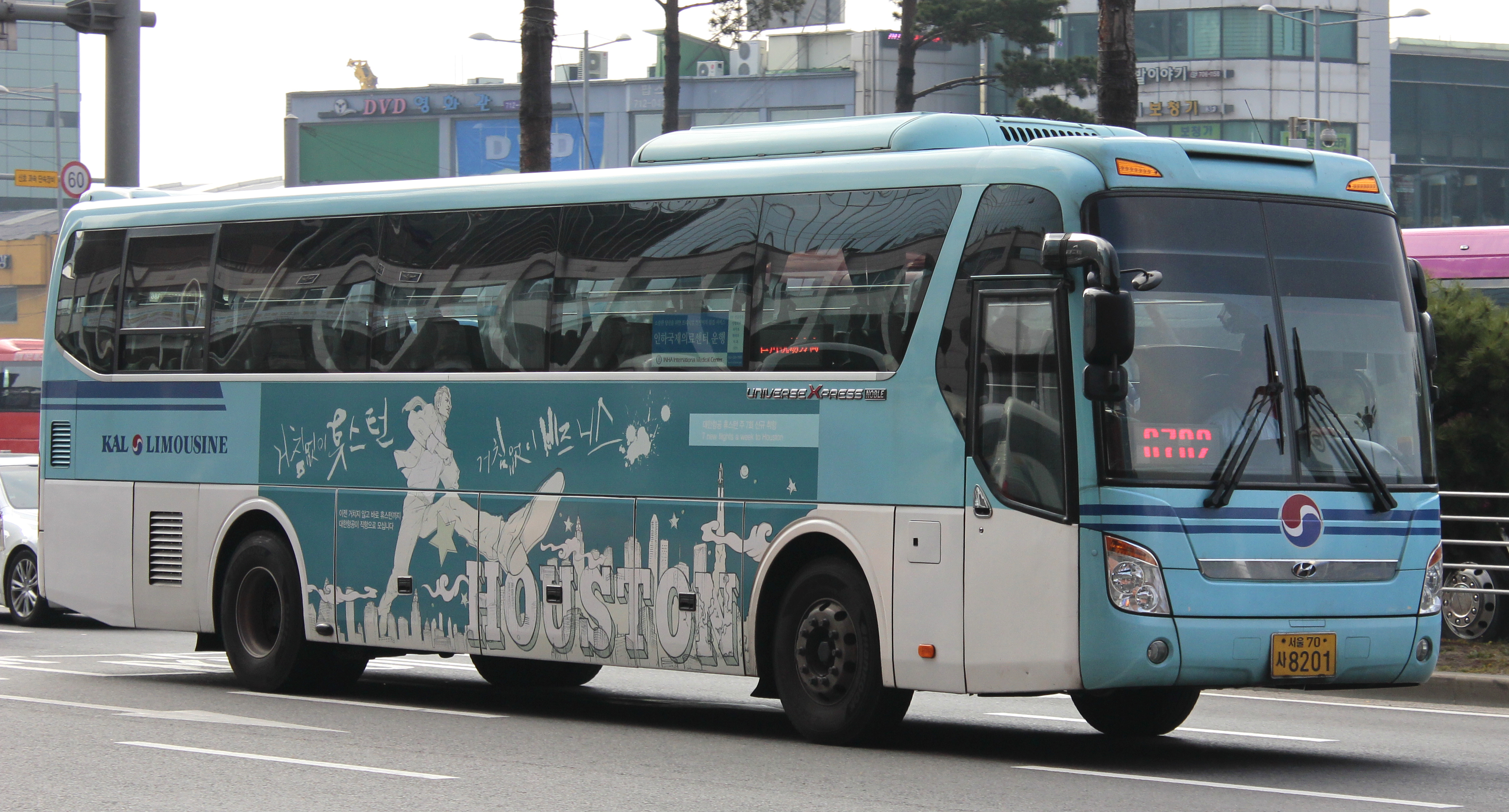
(2014년 11월 21일)
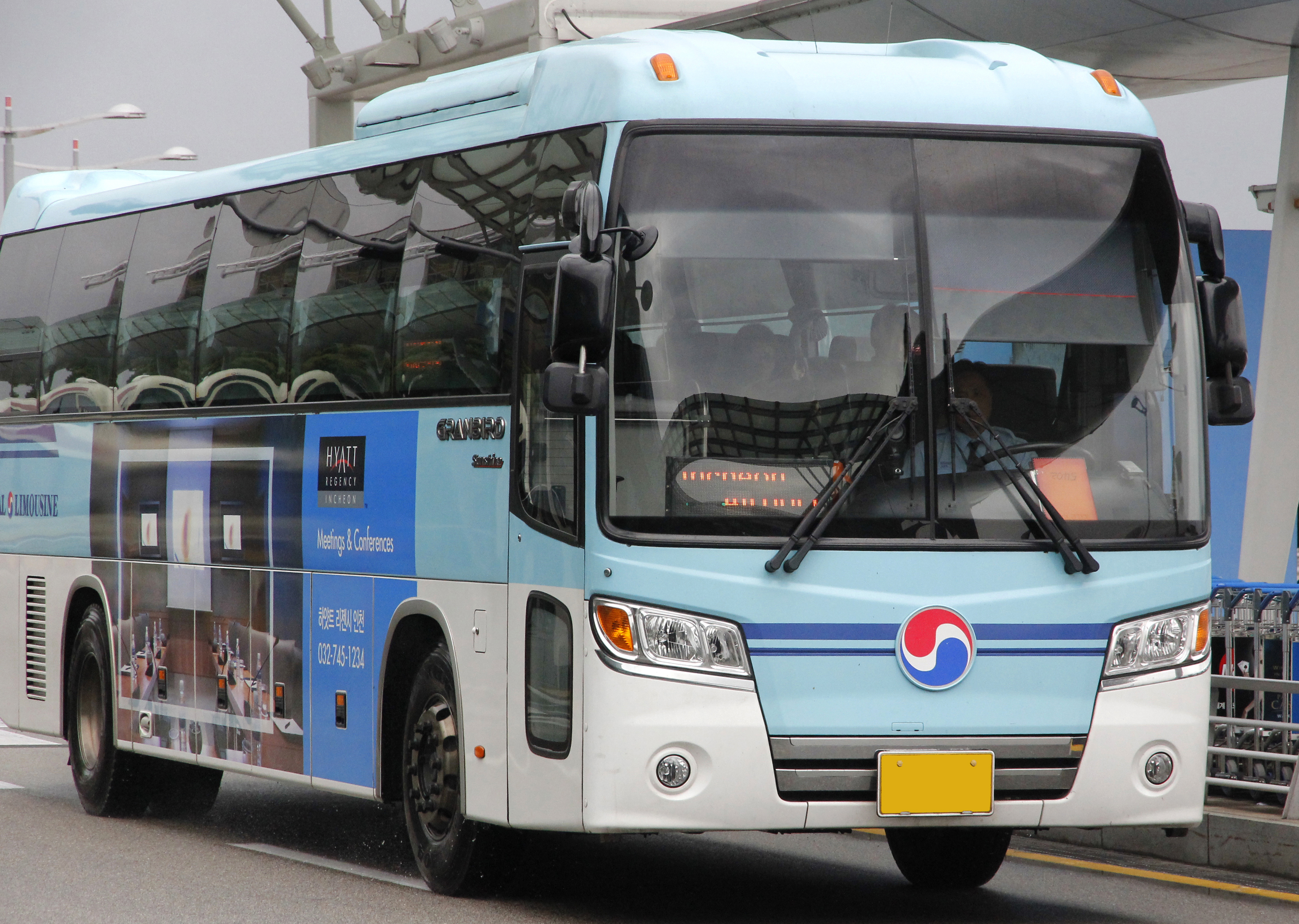
(2012년 11월 11일)